# Porcelaine de Pontenx
La porcelaine de Pontenx est une production de céramique à Pontenx-les-Forges qui débute en 1773 et se termine en  1790.

## Présentation
En 1768, deux chercheurs de la manufacture de Sèvres découvrent près de Limoges le premier gisement français de kaolin, matière première nécessaire à la production de porcelaine dure, commercialisée dès 1770. De nombreuses manufactures sont aussitôt créées partout en France. C'est le cas à Pontenx avec Jean de Sacriste, comte de Rollye, ambitieux seigneur soucieux de valoriser son domaine foncier. Déjà fondateur de la forge de Pontenx en 1762, il se lance dès lors dans la production de porcelaine dure, « l'or blanc » de l'époque.

### Historique
En 1772, le comte de Rollye édifie les fours de sa manufacture dans le bourg, à l'arrière de l'ancien château, derrière l'école actuelle. Il exploite des gisements naturels de kaolin de ses terres de Pontenx et fait venir de jeunes et talentueux céramistes allemands, Dortu, Müller et Zinckernagel, en s'appuyant sur les réseaux francs-maçons et protestants. Une mention figurant dans le registre de catholicité de la paroisse de Pontenx indique : 
« Le 12 février au dit an de 1773, les sieurs Muler et Dortu, manufacturiers de la porcelaine a lencien château de Pontenx, ont cuit une fournée de vessele de porcelainne qui leur a tres bien reussÿ. Cette marchandise s'est trouvée parfaite, mais elle est extrêmement chère ».
Peintres et maîtres-peintres se déplacent d'une fabrique à l'autre pour vendre leur art. Ils doivent attendre la vente de leur production pour être payés. Pontenx se classe avec Limoges et la manufacture royale de Sèvres parmi les toutes premières manufactures du royaume de France à fabriquer de la porcelaine dure. Dès la première année de production, la porcelaine de Pontenx connaît un beau succès, avec plus de 200 pièces distribuées à Bordeaux en 1774, parmi lesquelles des saucières, services à café ou petits bustes.
Le comte de Rollye meurt en 1783 à l'âge de 62 ans à Pontenx. Son gendre, le marquis de Gombault, qui gère ses affaires, reprend le site de production jusqu'en 1790, année où la manufacture disparaît dans un incendie 17 ans après sa fondation. Elle ne sera pas reconstruite.

### De nos jours
De la fabrique, il ne reste rien de nos jours. Du château de Pontenx subsiste un bâtiment face à l'église Saint-Martin, qui se tient à l'angle de la place Charles-de-Gaulle et l'avenue de Mimizan.
De cette porcelaine aux délicats motifs floraux roses, une cinquantaine de pièces sont recensées au total. Le musée de Sèvres conserve un buste d'été, une tasse se trouve au musée de Limoges. Le musée des arts décoratifs de Bordeaux possède un poêlon, un pichet et un bouillon. Le musée de Samadet détient quant à lui un pot à lait, une verseuse et une écuelle.